# Pulă (revistă)

Prima pagină a revistei Pulă

Pulă, subintitulată Revistă de Pulă Modernă sau Organ Universal, este o revistă avangardistă românească scoasă de Aurel Baranga, Gherasim Luca, Paul Păun și Jules Perahim, anterior redactori ai revistei Alge. A apărut într-un singur număr, pe data de 1 octombrie 1931. 

## Prezentare generală
Conform lui Sașa Pană, 20 de exemplare au fost imprimate, dintre care doar șapte exemplare au fost distribuite. Dintre cele 13 exemplare rămase, unul a ajuns la Sașa Pană, directorul revistei unu, iar altul i-a fost trimis profesorului lor Nicolae Iorga, cu dedicația „Tu ai? N-ai!”. Ultragiat, Iorga i-a reclamat pentru „conținutul pornografic” al publicației. Drept urmare, autorii ajung la tribunal și stau câteva zile după gratii înainte să fie amnistiați.
În interiorul revistei se află o fotografie cu doi dintre autorii revistei în pielea goală, fotografia purtând precizarea: „Redactorii șefi ai revistei Pulă la lucru”. Iată câteva citate din poemele publicate în revistă:
Am o pulă și-un pistol/ghici ciupercă/ce-i?? (Cuvânt de deschidere)
sau 
1./când a aflat că a luat blenoragie/și-a dat cu pumnii în pălărie.//2./dacă ai să alergi mult ca o oaie/o să-ți cadă sculamentul la coaie.//3./la popa la poartă/e o pisică moartă/cine capătă sculament/o mănâncă la moment. (În atenția poetului român Păun Paul)
Ziarul Curentul publică un articol:
„Un scandalos atentat la bunele moravuri.
Câțiva literați adolescenți tipăresc o revistă scabroasă și o trimit pe la casele oamenilor. Sunt câteva zile de când, atât Prefectura poliției Capitalei, cât și Parchetul de Ilfov au primit reclamațiuni din partea unor personalități ale vieții noastre publice care se plângeau că poșta le aduce de la o vreme publicațiuni obscene. D. profesor N. Iorga preciza în reclamația d-sale că ceea ce l-a scandalizat mai mult a fost o publicație primită chiar acum două zile, care avea drept titlu un Phalus, iar titulatura, de-a dreptul în limbaj popular. (Pe care, bineînțeles, n-o putem transcrie aici). Publicațiunea aceasta (...) își luase sarcina de a spune lucrurilor «pe nume» – adică totul, pe șleau, fără rușine (...). Nici o indicație asupra redactorilor responsabili, nici o indicație asupra tipografiei ori a redacției. O descindere. Inspectorul V. Parisianu, șeful poliției sociale a Capitalei începând cercetările de rigoare, a operat în cursul zilei de eri o descindere la tipografiile suspecte. La tipografia «Steaua» din bulevardul Maria, proprietatea lui David Bercovici, descinderea a fost revelatoare: autorii «Phalus»-ului au fost prinși tocmai când făceau corectura ultimului număr al porcoasei publicațiuni. Au fost ridicați cu “toptanul”, transportați la poliție, de unde au fost înaintați Parchetului Ilfov. (...) Atentat la bunele moravuri. D. Jude-instructor Oprescu fiind delegat cu anchetarea cazului a emis împotriva indivizilor de mai sus mandate de arestare pentru atentat la bunele moravuri. Ei au fost trimiși la Văcărești.”
În articol nu se precizează faptul că autorii sunt liceeni și că, de fapt, a fost scos un singur număr al revistei, într-un tiraj restrâns din care se distribuiseră și mai puține exemplare.
Din cauza informațiilor puține, fondatorul revistei este considerat încă de unii a fi Geo Bogza. Acesta este însă doar părintele spiritual al poeților de la Alge, dintre care Sesto Pals, precum și colaboratorii ocazionali (Mielu Mizis, Mihail Hubert, Freddy Goldstein), nu participă cu niciun text.